# Поди (община Херцег Нови)
Поди (на сръбски: Поди) е село в Черна гора, разположено в община Херцег Нови. Населението му според преброяването през 2011 г. е 1 358 души, от тях: 767 (56,48 %) сърби, 405 (29,82 %) черногорци, 12 (0,88 %) хървати, 7 (0,51 %) югославяни, 6 (0,44 %) мюсюлмани, 122 (8,98 %) неизвестни.

## Население
Численост на населението според преброяванията през годините:
- 1948 – 299 души
- 1953 – 321 души
- 1961 – 369 души
- 1971 – 451 души
- 1981 – 680 души
- 1991 – 841 души
- 2003 – 1 199 души
- 2011 – 1 358 души